# Rarig Center
El Rarig Center es un teatro situado en el campus de la Universidad de Minnesota en el vecindario de West Bank de Mineápolis, Minnesota (Estados Unidos). De estilo brutalista, fue diseñado por Ralph Rapson y construido en 1971. La estructura alberga cuatro salas de teatro. El Rarig ha sido elogiado por su audacia y funcionalidad pero también ha sido descrito como "amenazante".

## Diseño
El Rarig Center fue diseñado y construido en 1971 por el estudio de arquitectura estadounidense Ralph Rapson and Associates. Erigido en el vecindario de West Bank de Mineápolis en el campus de la Universidad de Minnesota, el Rarig fue construido para albergar teatros y estudios de televisión. Se encuentra al oeste de Ferguson Hall (1985), al otro lado de 4th Street South al norte del Regis Center for Art (2003), y directamente al sureste de Wilson Library (1967). Es el más antiguo de los cinco edificios que componen el West Bank Arts Quarter de la Universidad. La estructura fue nombrada en honor al profesor de oratoria de la Universidad de Minnesota Frank Rarig y se inauguró el 1 de junio de 1973.
El diseño de Rapson para el Centro tomó prestadas imágenes del movimiento brutalista del diseñador suizo-francés Le Corbusier. En una revisión contemporánea de la estructura, el autor Larry Millett señaló que el Rarig es la "declaración arquitectónica más fuerte en el campus de West Bank". Al aventurarse en el interior, escribió, "medio esperas encontrar a los líderes del Imperio del Mal reunidos en algún lugar del atrio de tres pisos de altura, planeando la desaparición de Luke Skywalker". Los autores David Gebhard y Tom Martison indicaron que, al igual que otros teatros diseñados por Rapson, los Rarig eran bastante funcionales y describieron el edificio como una "pieza de escultura teatral". Millett escribió que las habitaciones interiores del edificio — las oficinas, los estudios de radio y televisión y los teatros — son evidentes en las características externas del edificio. 

## Instalaciones

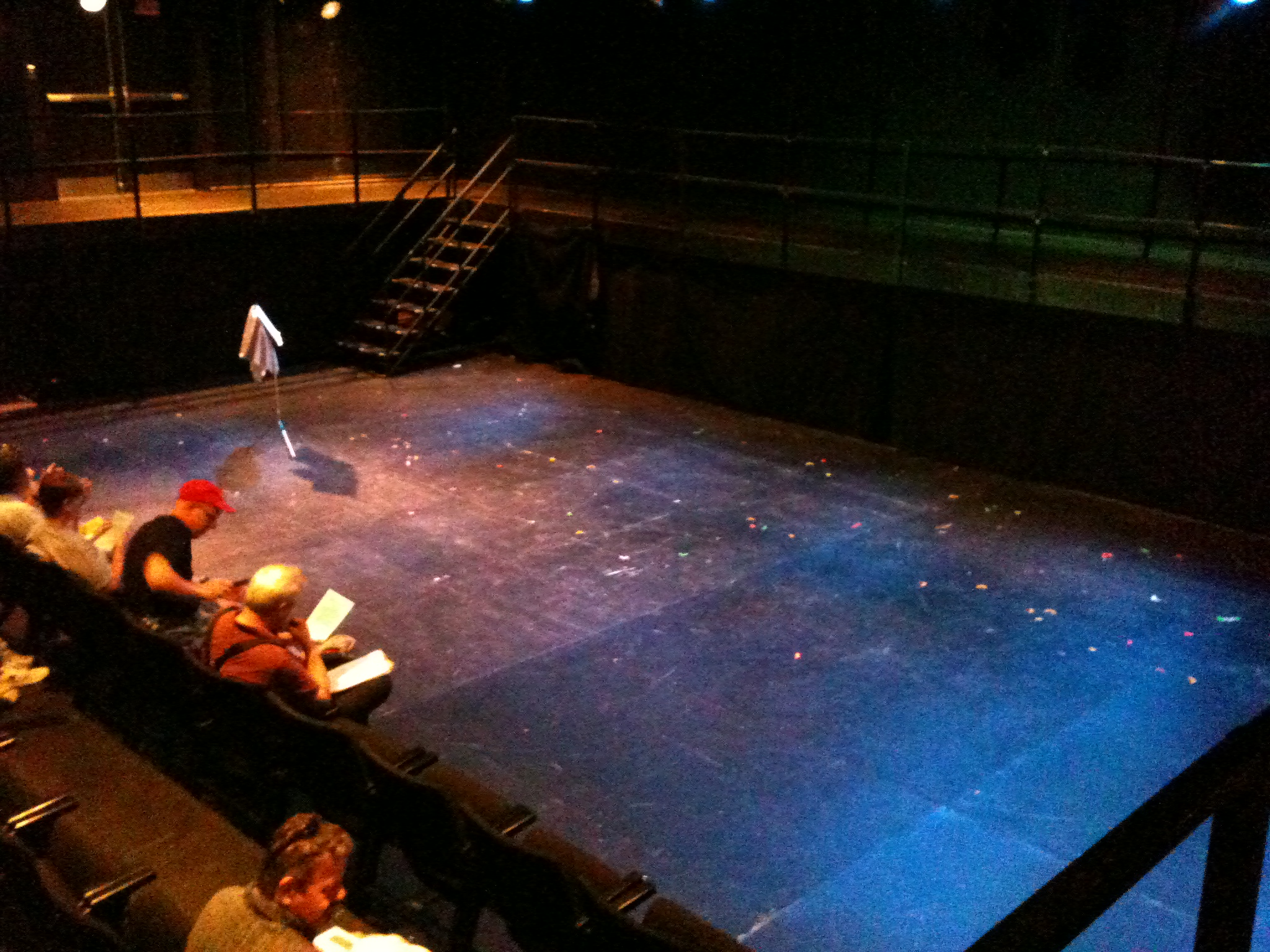
El Nolte Xperimental Theatre durante el Festival Fringe de Minnesota de 2010

### Teatros
El Rarig alberga cuatro teatros y alberga dos comparsas: el Teatro Universitario y el Teatro Xperimental. El espacio más grande es el Stoll Thrust Theatre, un con capacidad para 460 espectadores diseñado como una réplica de un cuarto de escala del Guthrie Theatre original, que también diseñó Rapson. El Thrust cuenta con un balcón que sobresale abruptamente, descrito como una "pendiente alpina". El siguiente teatro más grande es el Whiting Proscenium Theatre, también llamado Pro, un escenario de proscenio con 420 asientos para producciones con grandes elencos y representaciones de danza. El Kilburn Arena Theatre, un teatro de 200 asientos en la ronda, incluye un piso suspendido sobre el piso de madera original. El Nolte Xperimental Theatre, también conocido como X, es un teatro de caja negra con una capacidad de hasta 99 espectadores y se puede configurar de varias formas. Las producciones de la X son producidas solo por estudiantes universitarios. 

### Otro
Los estudios de Radio K (KUOM), la estación de radio de la Universidad de Minnesota, se encuentran en el Rarig Center. También existe una variedad de aulas y laboratorios de teatro dentro del edificio, incluido un estudio de diseño y tiendas de vestuario, escenografía e iluminación.